# Fritz André
Fritz André (1946. szeptember 18. – ) haiti válogatott labdarúgó.

## Pályafutása

### Klubcsapatban
Az Aigle Noir és a Violette AC csapatában játszott. 

### A válogatottban
A haiti válogatott tagjaként részt vett az 1974-es világbajnokságon, ahol pályára lépett a Lengyelország elleni csoportmérkőzésen.